# تویوتا مسترآس

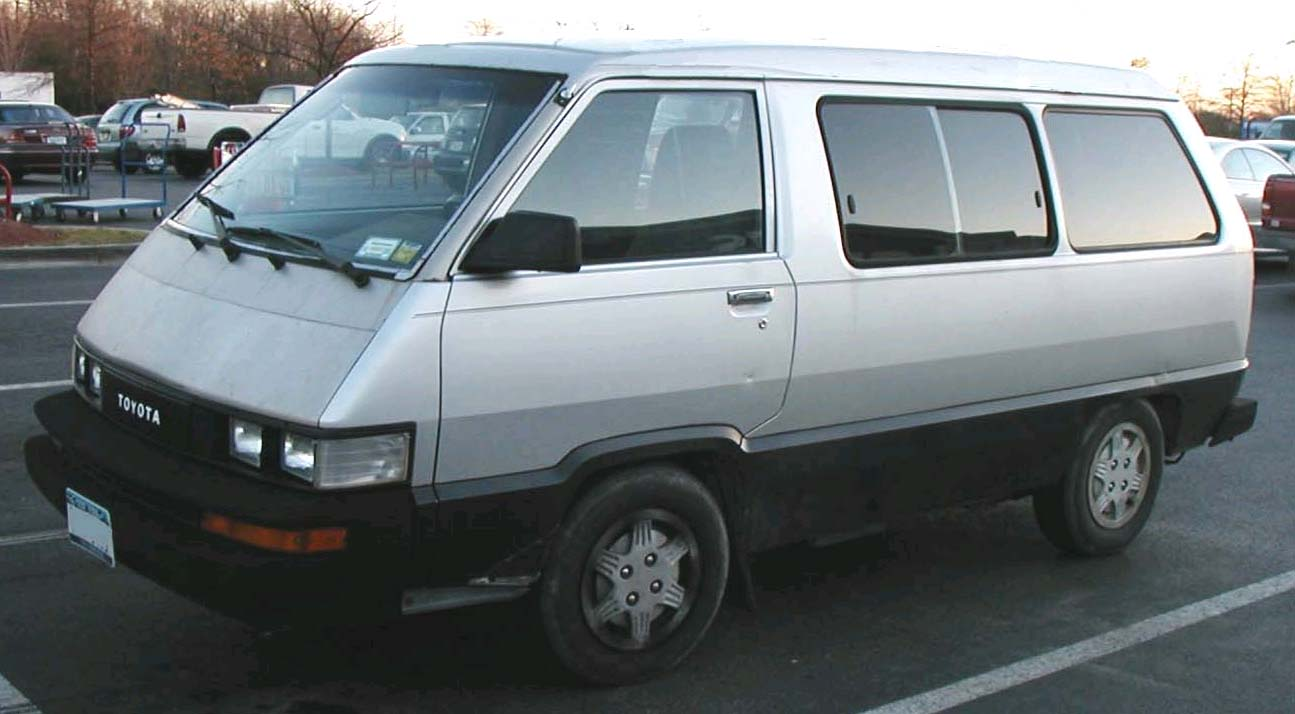

تویوتا مسترآس (Toyota MasterAce) خودرویی است که در سال‌های ۱۹۸۲ تا ۱۹۸۹در کاریا، آیچی و ژاپن تولید شده‌است.
این خودرو در کلاس مینی‌ون قرار گرفته و طراحی آن خودرو چهار چرخ محرک بوده‌است. سیستم جعبه‌دندهٔ آن ۵ دنده به دو صورت خودکار و دستی است.